# Marguerite De Riemaecker-Legot

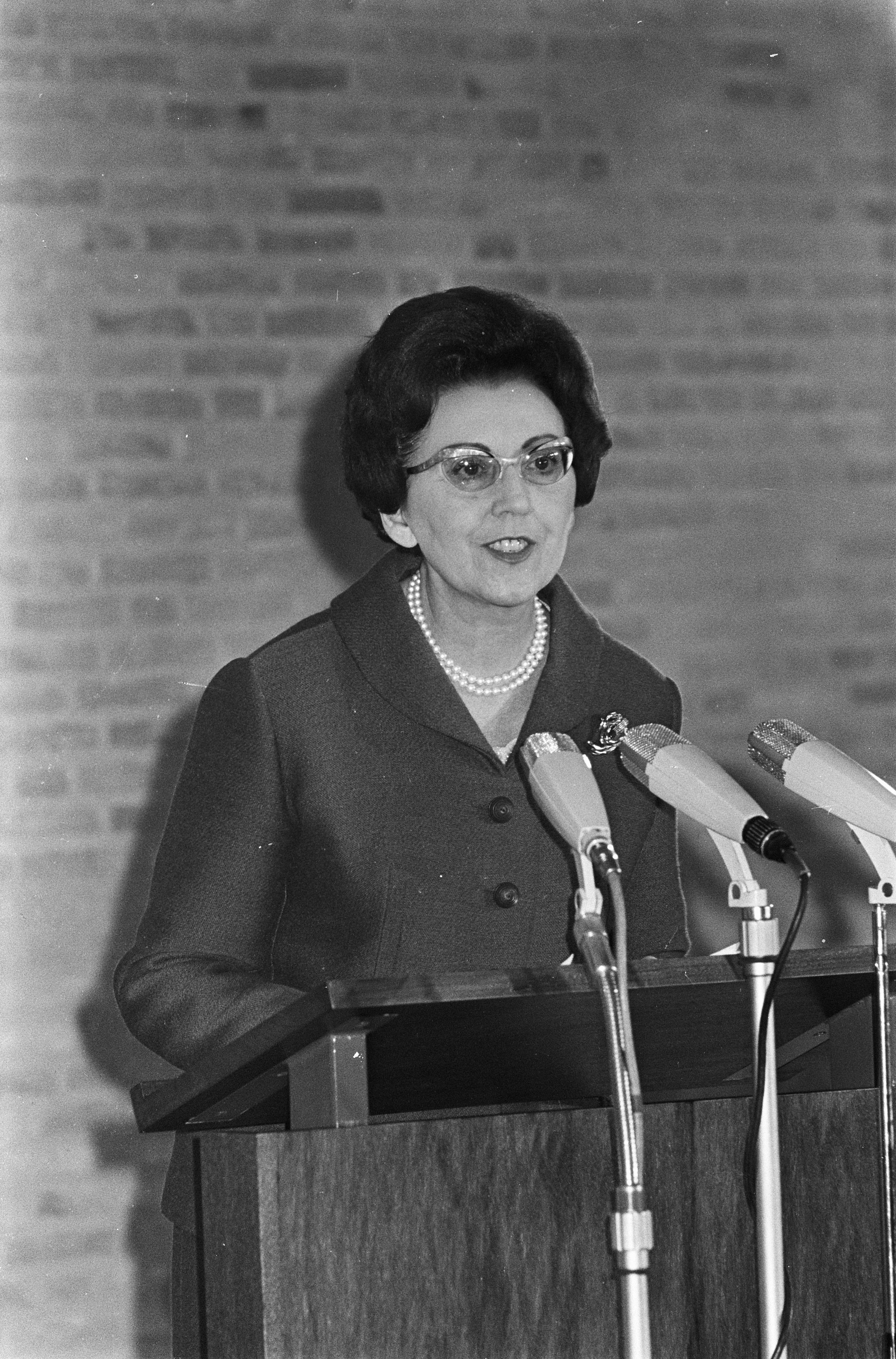
Marguerite De Riemaecker-Legot

Marguerite Victoire Zéphirine Anna De Riemaecker-Legot (* 9. März 1913 in Oudenaarde, Ostflandern; † 7. Mai 1977 in Brüssel) war eine belgische Politikerin der Christelijke Volkspartij (CVP) und die erste weibliche Ministerin Belgiens.

## Leben
Nach dem Studium der Rechtswissenschaft und dem Erwerb eines Doktors der Rechte ließ sie sich in Oudenaarde als Rechtsanwältin nieder.
Marguerite De Riemaecker-Legot wurde 1946 erstmals zum Mitglied der Abgeordnetenkammer gewählt und gehörte dieser als Vertreterin der CVP für Brüssel bis 1971 an. Während dieser Zeit war sie zwischen 1961 und 1965 Sekretärin der Abgeordnetenkammer.
Im Juli 1965 wurde sie von Premierminister Pierre Harmel als Ministerin für Familien und Wohnungsbau in dessen Regierung berufen und war damit die erste Frau in einem Ministeramt in Belgien. Dieses Ministeramt bekleidete sie auch unter Harmels Nachfolger Paul Vanden Boeynants bis 1968.
Nach ihrem Ausscheiden aus der Abgeordnetenkammer wurde sie 1971 Beigeordnete und Mitglied des Gemeinderates von Brüssel und behielt diese Ämter bis zu ihrem Tod.
Am 18. Oktober 1974 wurde sie mit dem Ehrentitel einer Staatsministerin ausgezeichnet und war damit ebenfalls die erste Frau, die diesen Ehrentitel verliehen bekam. Darüber hinaus wurde sie mit dem Großkreuz des Leopoldsordens und des Verdienstordens von Kamerun geehrt.